# Mannheim Bandits
I Mannheim Bandits sono una squadra di football americano di Mannheim, in Germania, fondata nel 2003 col nome di Rhein-Neckar Bandits in seguito alla fusione tra gli Hockenheim Renegades e gli Heidelberg Toreros. Hanno cambiato denominazione nel 2017.

## Dettaglio stagioni

### Tornei nazionali

#### Campionato

##### GFL
| Stagione | regular season | regular season | regular season | regular season | regular season | regular season | playoff | playoff | playoff | playoff | playoff | playoff          | playoff          |
|          | Vin            | Par            | Per            | Tot            | PF             | PS             | Vin     | Per     | Tot     | PF      | PS      | risultato        | avversaria       |
| -------- | -------------- | -------------- | -------------- | -------------- | -------------- | -------------- | ------- | ------- | ------- | ------- | ------- | ---------------- | ---------------- |
| 2012     | 10             | 0              | 4              | 14             | 418            | 439            | 0       | 1       | 1       | 19      | 31      | Quarti di finale | Dresden Monarchs |
| 2013     | 9              | 0              | 5              | 14             | 395            | 389            | 0       | 1       | 1       | 21      | 28      | Quarti di finale | New Yorker Lions |
| 2014     | 3              | 0              | 11             | 14             | 447            | 560            | -       | -       | -       | -       | -       | -                | -                |
| 2015     | 2              | 0              | 12             | 14             | 171            | 493            | -       | -       | -       | -       | -       | -                | -                |
| 2016     | 0              | 0              | 14             | 14             | 171            | 708            | 0       | 2       | 2       | 6       | 101     | Retrocessi       | Ingolstadt Dukes |
| Totale   | 24             | 0              | 46             | 70             | 1603           | 2589           | 0       | 4       | 4       | 46      | 160     |                  |                  |

Fonti: Enciclopedia del Football - A cura di Roberto Mezzetti

##### GFL2
| Stagione | regular season | regular season | regular season | regular season | regular season | regular season | playoff | playoff | playoff | playoff | playoff | playoff   | playoff    |
|          | Vin            | Par            | Per            | Tot            | PF             | PS             | Vin     | Per     | Tot     | PF      | PS      | risultato | avversaria |
| -------- | -------------- | -------------- | -------------- | -------------- | -------------- | -------------- | ------- | ------- | ------- | ------- | ------- | --------- | ---------- |
| 2009     | 7              | 0              | 7              | 14             | 329            | 301            | -       | -       | -       | -       | -       | -         | -          |
| 2010     | 9              | 0              | 5              | 14             | 300            | 225            | -       | -       | -       | -       | -       | -         | -          |
| 2011     | 10             | 0              | 4              | 14             | 377            | 213            | -       | -       | -       | -       | -       | -         | -          |
| Totale   | 26             | 0              | 16             | 42             | 1006           | 739            | -       | -       | -       | -       | -       |           |            |

Fonti: Enciclopedia del Football - A cura di Roberto Mezzetti

##### Regionalliga
| Stagione | regular season | regular season | regular season | regular season | regular season | regular season | playoff | playoff | playoff | playoff | playoff | playoff | playoff   | playoff                 |
|          | Vin            | Par            | Per            | Tot            | PF             | PS             | Vin     | Par     | Per     | Tot     | PF      | PS      | risultato | avversaria              |
| -------- | -------------- | -------------- | -------------- | -------------- | -------------- | -------------- | ------- | ------- | ------- | ------- | ------- | ------- | --------- | ----------------------- |
| 2005     | 3              | 1              | 6              | 10             | 241            | 295            | -       | -       | -       | -       | -       | -       | -         | -                       |
| 2006     | 5              | 1              | 4              | 10             | 122            | 116            | -       | -       | -       | -       | -       | -       | -         | -                       |
| 2007     | 6              | 1              | 3              | 10             | 181            | 114            | -       | -       | -       | -       | -       | -       | -         | -                       |
| 2008     | 11             | 0              | 1              | 12             | 358            | 158            | 2       | 0       | 0       | 2       | 75      | 38      | Promossi  | Aschaffenburg Stallions |
| Totale   | 25             | 3              | 14             | 42             | 902            | 683            | 2       | 0       | 0       | 2       | 75      | 38      |           |                         |

Fonti: Enciclopedia del Football - A cura di Roberto Mezzetti

##### Oberliga
| Stagione | regular season | regular season | regular season | regular season | regular season | regular season | playoff | playoff | playoff | playoff | playoff | playoff   | playoff    |
|          | Vin            | Par            | Per            | Tot            | PF             | PS             | Vin     | Per     | Tot     | PF      | PS      | risultato | avversaria |
| -------- | -------------- | -------------- | -------------- | -------------- | -------------- | -------------- | ------- | ------- | ------- | ------- | ------- | --------- | ---------- |
| 2004     | 10             | 0              | 0              | 10             | 389            | 164            | -       | -       | -       | -       | -       | -         | -          |
| Totale   | 10             | 0              | 0              | 10             | 389            | 164            | -       | -       | -       | -       | -       |           |            |

Fonti: Enciclopedia del Football - A cura di Roberto Mezzetti

##### Landesliga (quinto livello)
| Stagione | regular season | regular season | regular season | regular season | regular season | regular season | playoff | playoff | playoff | playoff | playoff | playoff   | playoff    |
|          | Vin            | Par            | Per            | Tot            | PF             | PS             | Vin     | Per     | Tot     | PF      | PS      | risultato | avversaria |
| -------- | -------------- | -------------- | -------------- | -------------- | -------------- | -------------- | ------- | ------- | ------- | ------- | ------- | --------- | ---------- |
| 2019     | 8              | 2              | 2              | 12             | 312            | 146            | -       | -       | -       | -       | -       | -         | -          |
| Totale   | 8              | 2              | 2              | 12             | 312            | 146            | -       | -       | -       | -       | -       |           |            |

Fonti: Enciclopedia del Football - A cura di Roberto Mezzetti

##### Landesliga (sesto livello)/Bezirksliga
| Stagione | regular season | regular season | regular season | regular season | regular season | regular season | playoff | playoff | playoff | playoff | playoff | playoff   | playoff          |
|          | Vin            | Par            | Per            | Tot            | PF             | PS             | Vin     | Per     | Tot     | PF      | PS      | risultato | avversaria       |
| -------- | -------------- | -------------- | -------------- | -------------- | -------------- | -------------- | ------- | ------- | ------- | ------- | ------- | --------- | ---------------- |
| 2010     | 2              | 1              | 7              | 10             | 59             | 303            | -       | -       | -       | -       | -       | -         | -                |
| 2011     | 6              | 0              | 4              | 10             | 176            | 175            | -       | -       | -       | -       | -       | -         | -                |
| 2012     | 8              | 0              | 2              | 10             | 165            | 143            | -       | -       | -       | -       | -       | -         | -                |
| 2013     | 4              | 0              | 2              | 6              | 177            | 309            | -       | -       | -       | -       | -       | -         | -                |
| 2014     | 0              | 0              | 9              | 9              | 0              | 180            | -       | -       | -       | -       | -       | -         | -                |
| 2018     | 8              | 0              | 2              | 10             | 280            | 102            | 2       | 0       | 2       | 61      | 40      | Promossi  | Offenburg Miners |
| Totale   | 28             | 1              | 26             | 55             | 757            | 1212           | 2       | 0       | 2       | 61      | 40      |           |                  |

Fonti: Enciclopedia del Football - A cura di Roberto Mezzetti

##### Kreisliga
| Stagione | regular season | regular season | regular season | regular season | regular season | regular season | playoff | playoff | playoff | playoff | playoff | playoff   | playoff    |
|          | Vin            | Par            | Per            | Tot            | PF             | PS             | Vin     | Per     | Tot     | PF      | PS      | risultato | avversaria |
| -------- | -------------- | -------------- | -------------- | -------------- | -------------- | -------------- | ------- | ------- | ------- | ------- | ------- | --------- | ---------- |
| 2017     | 7              | 0              | 1              | 8              | 197            | 46             | -       | -       | -       | -       | -       | -         | -          |
| Totale   | 7              | 0              | 1              | 8              | 197            | 46             | -       | -       | -       | -       | -       |           |            |

Fonti: Enciclopedia del Football - A cura di Roberto Mezzetti